# Mãe Dulce
Dulce Costa Moreira (Ilha de Marajó, 26 de setembro de 1926 – 27 de fevereiro de 2007), mais conhecida como Mãe Dulce de Iansã, foi uma importante líder religiosa afro-brasileira, fundadora do Terreiro Mina Nagô de Santa Bárbara em Macapá, capital do Amapá. Reconhecida por seu pioneirismo e dedicação às religiões de matrizes africanas, Mãe Dulce deixou um legado espiritual, cultural e político que impacta gerações até os dias de hoje.

## Biografia

### Primeiros anos
Dulce Costa Moreira nasceu em 26 de setembro de 1926, em uma casa ribeirinha às margens do rio Moanã, nas Ilhas do Marajó, Pará. Filha de Raimunda Plácida da Costa, uma parteira, rezadeira e benzedeira, e de Luiz Gonzaga da Costa, um carpinteiro renomado, Dulce cresceu em um ambiente marcado pela espiritualidade e pelos saberes tradicionais.
Desde a infância, demonstrou dons mediúnicos. Um dos episódios mais marcantes de sua juventude foi o encontro espiritual com um guia, reconhecido mais tarde como o Caboclo Pena Forte, que se tornaria sua principal entidade espiritual.

### Formação e vida pessoal
Aos 12 anos, mudou-se para Belém, onde viveu com seus padrinhos e concluiu os estudos primários. Casou-se com João Batista Moreira, um maranhense de Bacabal, e juntos se estabeleceram em São Luís do Maranhão. Foi lá que Dulce se aproximou das religiões de matrizes africanas, iniciando sua trajetória como Mãe de Santo.
Posteriormente, o casal mudou-se para Macapá, atraídos pela promessa de novas oportunidades no Território Federal do Amapá. Em Macapá, Mãe Dulce consolidou sua missão religiosa, primeiro no Centro Espírita Frei Evangelista e, mais tarde, em sua própria casa.

### Fundadora do Terreiro Mina Nagô de Santa Bárbara
Em 8 de maio de 1963, Mãe Dulce fundou o Terreiro Mina Nagô de Santa Bárbara, considerado o primeiro tambor de mina de Macapá. Sob sua liderança, o terreiro tornou-se um importante espaço de resistência cultural e espiritual, integrando práticas da Umbanda, Mina e Candomblé.
Mãe Dulce também foi pioneira na organização política do povo de terreiro em Macapá, sendo a primeira presidente vitalícia da Federação Espírita Umbandista Beneficente do Território Federal do Amapá (F.E.U.B.T.F.A.). Sua atuação contribuiu para a criação da Lei nº 0934/2005, que institui o dia 8 de maio como a data para celebrações dos cultos afros no estado.

## Legado
Além de líder religiosa, Mãe Dulce foi uma figura marcante na luta contra o racismo religioso e na defesa dos direitos das religiões de matrizes africanas. Seu terreiro tornou-se um espaço de acolhimento, aprendizado e resistência cultural. Dulce conciliava sua fé católica com as práticas afro-religiosas, incentivando o respeito e o diálogo entre diferentes crenças.[carece de fontes?]
Mãe Dulce foi mãe de nove filhos biológicos e acolheu inúmeras outras pessoas ao longo de sua vida. Suas filhas, Socorro e Jaguarema, assumiram a liderança do terreiro após sua partida, continuando o legado de acolhimento, resistência e fortalecimento das tradições afro-brasileiras.[carece de fontes?]

## Morte
Mãe Dulce faleceu em 27 de fevereiro de 2007, aos 82 anos. Seu enterro foi marcado por manifestações culturais e homenagens, incluindo a presença da Escola de Samba Maracatu da Favela, da qual fazia parte.[carece de fontes?]